# Юдинский поссовет
Юдинский сельсовет (тат. Юдин бистә советы, Yüdin bistä sovetı) — административно-территориальная единица в Татарской АССР.
Административный центр — пгт Юдино.

## История
Юдинский поссовет был образован в 1928 году в составе Казанского района вместе с преобразованием Юдино в посёлок городского типа.
После разукрупнения Казанского района в 1938 году оказался в Юдинском районе. На тот момент на территории поссовета проживал 4941 человек в 1637 хозяйствах.
На 1956 год в состав поссовета входили пгт Юдино и посёлок совхоза № 3. С 1958 года — в Зеленодольском районе.
В рамках всесоюзной административно-территориальной реформы в 1963 году оказался в подчинении Зеленодольского горсовета.
С начала 1965 года вновь переведён в непосредственное подчинение Зеленодольскому району; в том же году упразднён и вместе с Красногорским поссоветом включён в состав Казани.

## Население
Население сельсовета составляло 1407 чел. в 1927 году, 4941 чел. в 1938 году.

## Разное
По состоянию на 1956 год на территории поссовета находился совхоз № 3 управления Казанской железной дороги.